# 31 mars 1985
Le dimanche 31 mars 1985 est le 90e jour de l'année 1985.

## Naissances
- Augusto Sobrinho, joueur de basket-ball portugais
- Dafne Fernández, actrice et danseuse espagnole
- Dias Keneshev, biathlète kazakh
- Jason Cain, joueur de basket-ball américain
- Jesper Hansen, footballeur danois
- Jessica Szohr, actrice américaine
- Loïc Jacquet, joueur français de rugby à XV
- Marie Frick, volleyeuse française
- Nathan Peavy, joueur de basket-ball américain
- Ricky Lightfoot, ultra-traileur britannique
- Robin Richards, hockeyeur sur glace canadien
- Sabrina Ciavatti-Boukili, handballeuse française
- Sacha Vanden Berghen, joueur de rugby
- Steve Bernier, joueur de hockey sur glace canadien
- Sydney Edouard, joueur de rugby français

## Décès
- Albert-René Biotteau (né le 24 mars 1898), industriel fondateur de la marque de chaussures ÉRAM
- Alexandre Rignault (né le 14 février 1901), acteur français
- Joseph Rogatchewsky (né le 20 novembre 1891), artiste lyrique
- Michel Georges-Michel (né en 1883), peintre, journaliste, romancier et traducteur français
- Pietro Allori (né le 18 mai 1925), prêtre et compositeur italien

## Événements
- Fin de Coupe de Palm Beach mars 1985
- WrestleMania I à New York
- Le PDC remporte les législatives au Salvador avec 33 sièges sur 60 contre 13 pour l’ARENA. Le Salvador connaît alors une dérive conservatrice sur le plan économique. Des mesures impopulaires succèdent aux échecs des négociations de paix. La corruption généralisée altère la crédibilité du régime.